# Heuchin
Heuchin é uma comuna francesa na região administrativa de Altos da França, no departamento de Pas-de-Calais. Estende-se por uma área de 8,16 km². Em 2010 a comuna tinha 524 habitantes (densidade: 64,2 hab./km²).